# Cyclocross-Europameisterschaften 2023

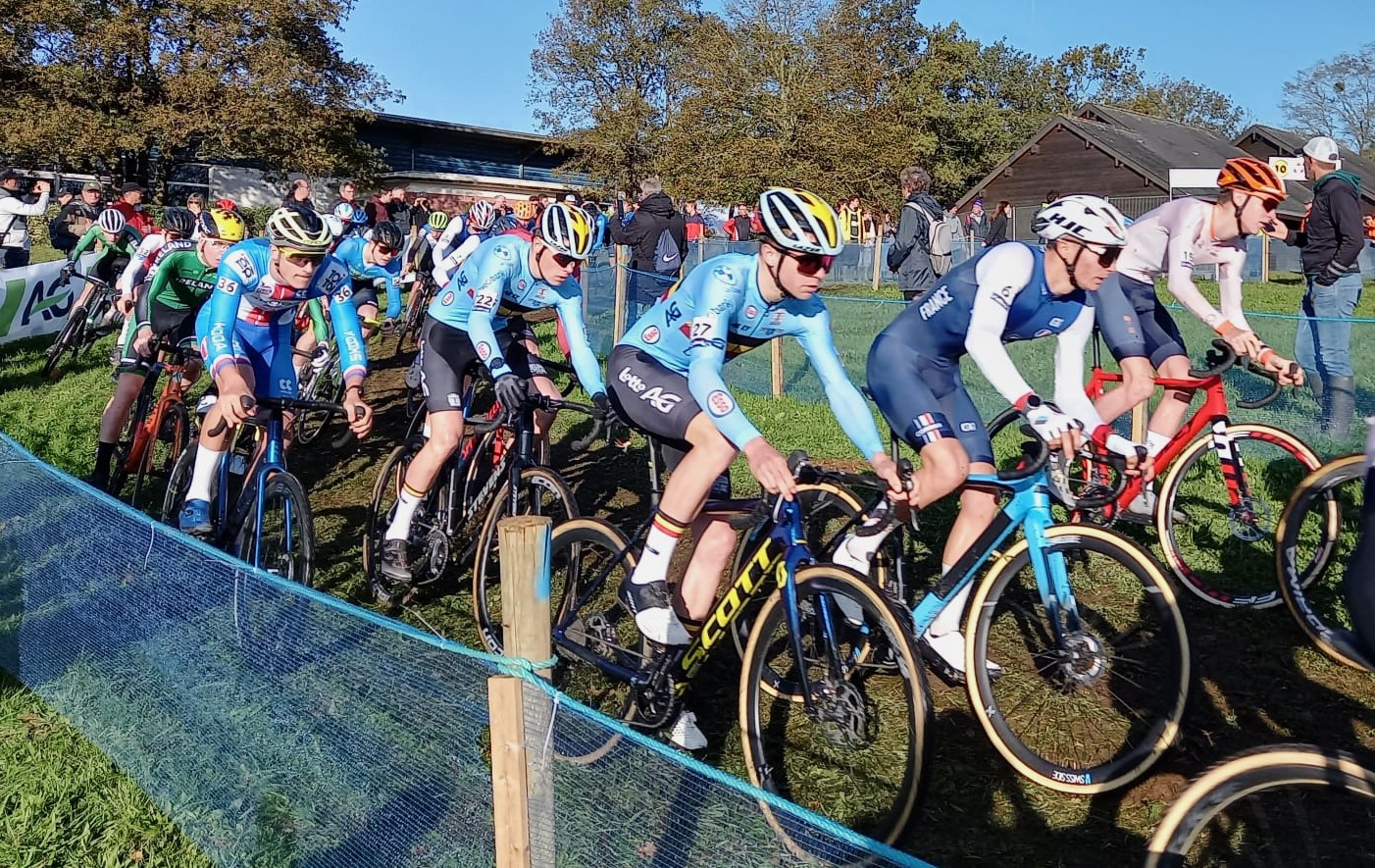
Szene vom Junioren-Rennen

Die Cyclocross-Europameisterschaften 2023 wurden vom 3. bis 5. November 2023 im französischen Pontchâteau ausgetragen. Dabei gab es erstmals eine Mixed-Staffel, weshalb sich das geplante Programm zunächst auf drei Tage verlängerte. Diesem Umstand fielen die Meisterschaften der Masters zum Opfer, die normalerweise am Vortag abgehalten werden.
Pontchâteau war bereits zweimal (1989, 2004) Schauplatz von Cyclocross-Weltmeisterschaften sowie von Europameisterschaften (2005, 2016) gewesen und mehrfach Austragungsort des UCI-Cyclocross-Weltcups, zuletzt 2018/2019. Der Kurs lag an einem Hang über dem Brivet und war von mehreren steilen Anstiegen geprägt.
Die Veranstaltung war durch Stürme gefährdet, die insbesondere auch in der Bretagne wüteten. Während die Mixed-Staffel am Freitag wie geplant durchgeführt werden konnte, verlegte man die für den 4. November geplanten Wettkämpfe auf den folgenden Tag. Die Einzelwettkämpfe fanden letztlich alle statt, teilweise unter heftigen Regenschauern. Während sich die Dominanz Belgiens und der Niederlande in der Elite und den Männern U23 fortsetzte, gingen sie in den drei übrigen Wettkämpfen entgegen aller Gewohnheit leer aus.

## Programm
Das revidierte Wettkampfprogramm war wie folgt:
Freitag, 3. November:
- 15:15 Staffel

Sonntag, 5. November:
- 9:00 Juniorinnen
- 10:00 Junioren
- 11:00 Frauen U23
- 12:50 Männer U23
- 14:00 Frauen
- 15:10 Männer

## Ergebnisse

### Mixed-Staffel
| Platz | Land           | Fahrer                                               | Fahrerinnen                                             | Zeit (min) |
| ----- | -------------- | ---------------------------------------------------- | ------------------------------------------------------- | ---------- |
| 1     | Frankreich     | Joshua Dubau Rémi Lelandais Aubin Sparfel            | Hélène Clauzel Électa Gallezot Célia Gery               | 42:47      |
| 2     | Großbritannien | Cameron Mason Daniel Barnes Oscar Amey               | Anna Kay Imogen Wolff Cat Ferguson                      | + 0:33     |
| 3     | Belgien        | Witse Meeussen Yorben Lauryssen Naud De Clercq       | Sanne Cant Xaydee Van Sinaey Shanyl De Schoesitter      | + 1:07     |
| 4     | Tschechien     | Matyáš Fiala Václav Ježek Patrik Lieniert            | Kateřina Hladíková Kristýna Zemanová Kateřina Douděrová | + 1:13     |
| 5     | Italien        | Federico Ceolin Filippo Agostinacchio Stefano Viezzi | Sara Casasola Carlotta Borello Arianna Bianchi          | + 1:15     |

Die Mixed-Staffel wurde nach denselben Maßgaben wie bei der Weltmeisterschaft im Februar: Jede Mannschaft bestand aus sechs Fahrern bzw. Fahrerinnen, eine/einer aus jeder Kategorie, die jeweils eine Runde zurücklegten. Elite- und U23-Fahrer konnten durch einen Vertreter der jüngeren Altersklasse ersetzt werden. Die Mannschaften konnten die Reihenfolge ihrer Fahrer selbst festlegen, so dass gleichzeitig Männer und Frauen bzw. Elite-Fahrer und Junioren auf der Strecke waren.
Die Staffel war recht schwach besetzt, es nahmen nur fünf Mannschaften teil, und die Medaillenkandidaten für die Einzelwettbewerbe hielten sich zurück. Tschechien trat gänzlich ohne Elite-Fahrer an. Mannschaften aus dem deutschsprachigen Raum waren nicht am Start, ebenso wenig wie die Weltmeister aus den Niederlanden.

### Frauen Elite
| Rang | Fahrerin                   | Zeit (min) |
| ---- | -------------------------- | ---------- |
| 1    | Fem van Empel              | 52:44      |
| 2    | Ceylin del Carmen Alvarado | + 1:35     |
| 3    | Sara Casasola              | + 1:56     |
| 4    | Inge van der Heijden       | + 2:39     |
| 5    | Aniek van Alphen           | + 3:06     |
| 6    | Marion Norbert-Riberolle   | + 3:18     |
| 7    | Anna Kay                   | + 3:24     |
| 8    | Sanne Cant                 | + 3:44     |
| 9    | Laura Verdonschot          | + 3:58     |
| 10   | Amandine Fouquenet         | + 4:15     |
| …    |                            |            |
| 20   | Zina Barhoumi              | LAP        |

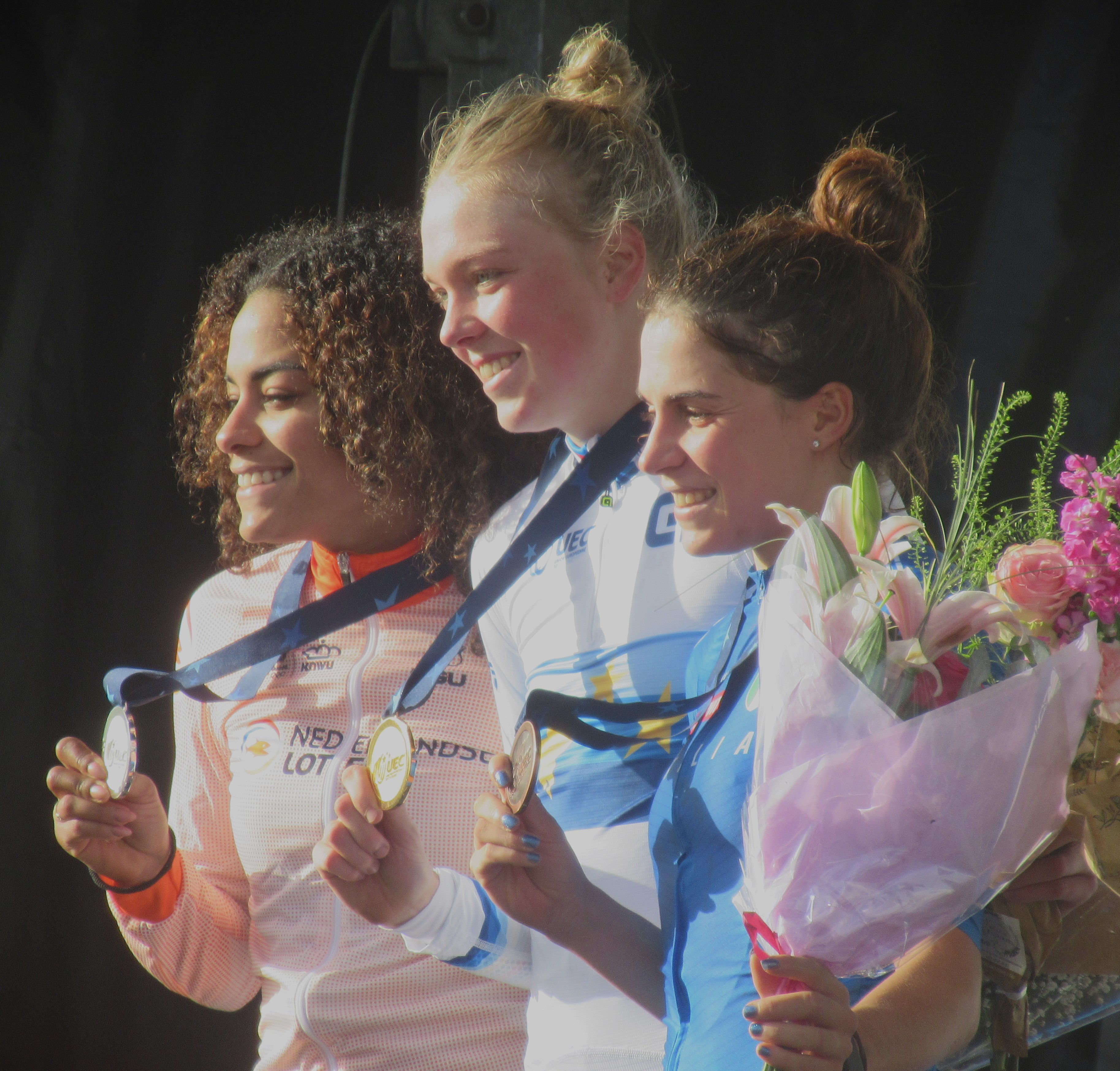
Podium des Frauen-Rennens

Am Start des Rennens über sechs Runden waren 21 Fahrerinnen aus nur sieben Nationen. Titelverteidigerin und Weltmeisterin Fem van Empel galt in Abwesenheit ihrer besten Konkurrentin Puck Pieterse als klare Favoritin und wurde dieser Rolle gerecht. Das Rennen fand unter schwierigen äußeren Bedingungen statt, da zuvor ergiebige Regelfälle den Untergrund aufgeweicht hatten; der gefahrene Schnitt lag daher unter dem der U23 und gar der Juniorinnen. Den zweiten Platz belegte mit deutlichem Abstand Ex-Weltmeisterin Ceylin del Carmen Alvarado, Dritte wurde etwas überraschend Sara Casasola.

### Männer Elite
| Rang | Fahrer                 | Zeit (h) |
| ---- | ---------------------- | -------- |
| 1    | Michael Vanthourenhout | 1:02:13  |
| 2    | Cameron Mason          | + 0:07   |
| 3    | Lars van der Haar      | + 0:19   |
| 4    | Pim Ronhaar            | + 0:21   |
| 5    | Ryan Kamp              | + 0:44   |
| 6    | Eli Iserbyt            | + 0:58   |
| 7    | Laurens Sweeck         | + 1:05   |
| 8    | Niels Vandeputte       | + 1:14   |
| 9    | Felipe Orts            | + 1:23   |
| 10   | Witse Meeussen         | + 1:39   |
| …    |                        |          |
| 12   | Kevin Kuhn             | + 2:24   |
| 18   | Gilles Mottiez         | + 4:42   |
| 24   | Hannes Jeker           | LAP      |
| —    | Loris Rouiller         | DNF      |

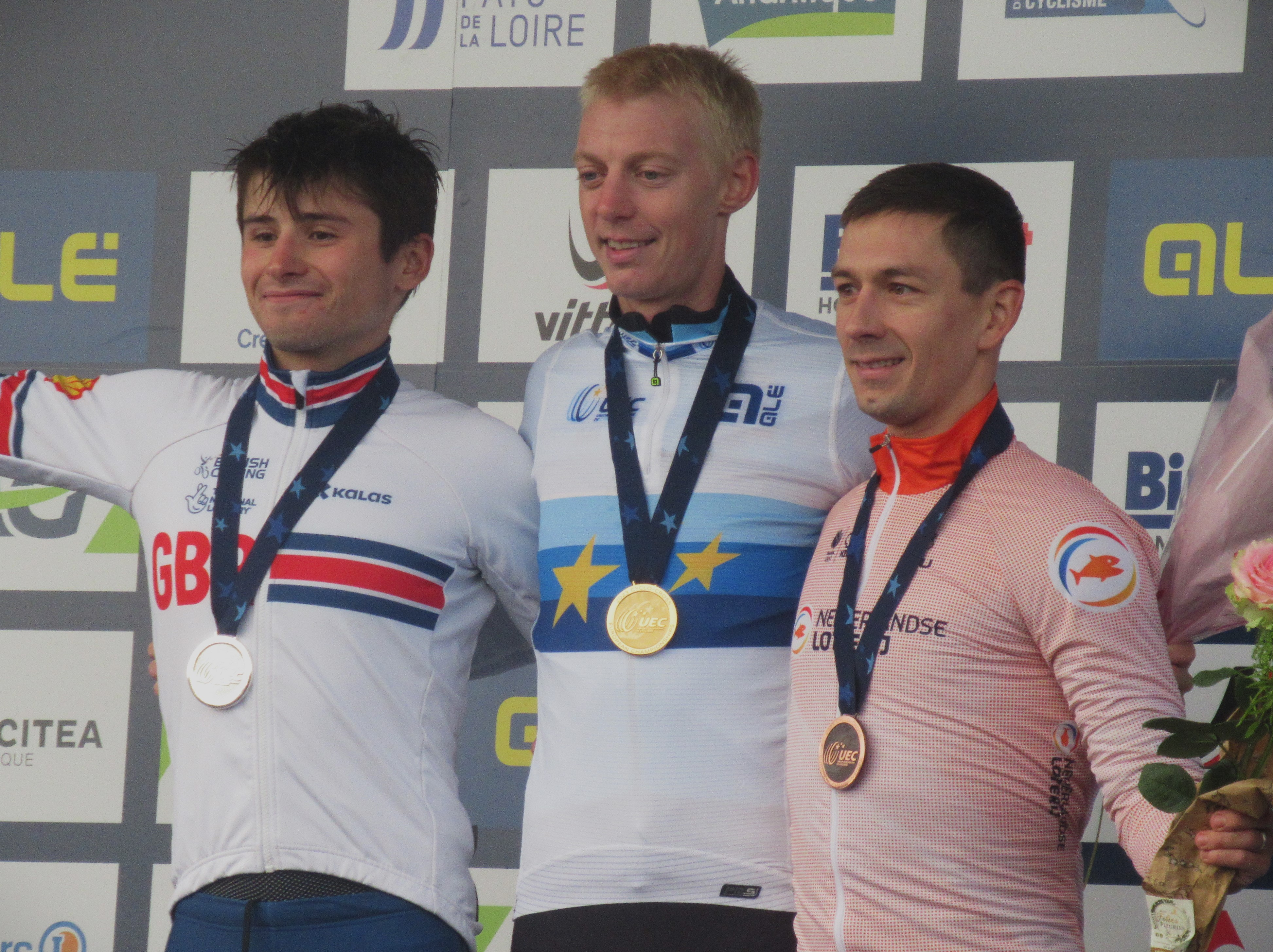
Podium des Männer-Rennens

Titelverteidiger Michael Vanthourenhout attackierte zu Beginn der zweiten Runde und konnte für den Rest des Rennens einen Vorsprung von 15 bis 20 Sekunden halten. Um die Podiumsplätze kämpfte ein Trio aus dem Briten Cameron Mason und den Niederländern Lars van der Haar und Pim Ronhaar. Mason gelang mit der Silbermedaille ein Durchbruch auf internationaler Ebene. Van der Haar kämpfte sich nach schlechtem Start und zwei Stürzen immer wieder zurück und konnte Ronhaar auf der Zielgeraden noch übersprinten. Die beiden Ersten der Weltmeisterschaft, Mathieu van der Poel und Wout van Aert, waren nicht am Start. Insgesamt waren 28 Fahrer aus neun Nationen dabei, das Rennen ging über acht Runden.

### Männer U23
| Rang | Fahrer           | Zeit (min) |
| ---- | ---------------- | ---------- |
| 1    | Jente Michels    | 52:16      |
| 2    | Emiel Verstrynge | + 0:25     |
| 3    | Rémi Lelandais   | + 0:44     |

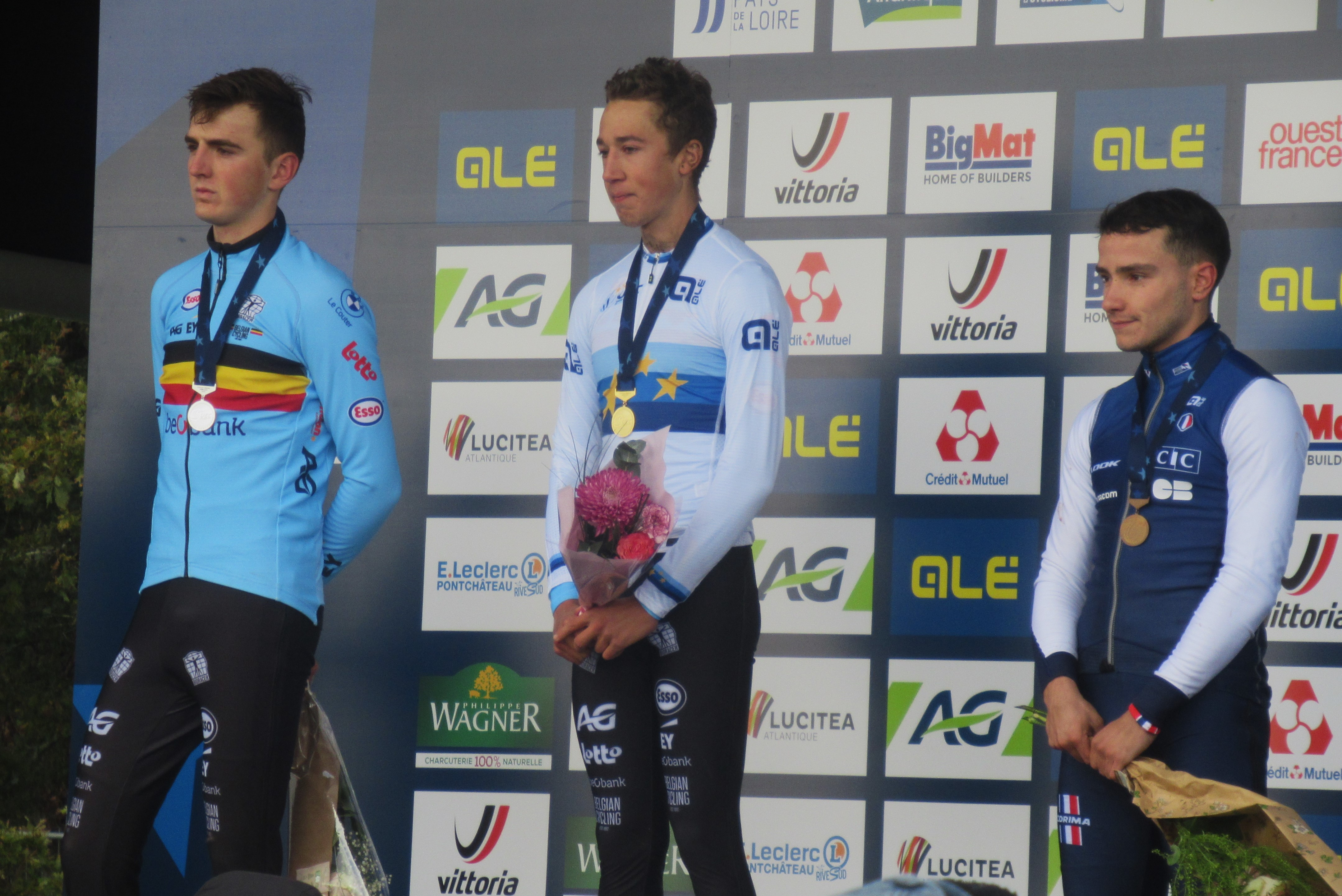
Podium des Männer-U23-Rennens

Das Rennen begann bei sonnigem Wetter, doch schon nach fünf Minuten ergossen sich ergiebige Regenfälle über die 47 Fahrer aus 15 Nationen. In der zweiten Runde setzte sich Jente Michels aus der Spitzengruppe ab, wurde aber nochmal von Titelverteidiger Emiel Verstrynge eingeholt. Die beiden lieferten sich ein Duell, bis Verstrynge in der letzten von sieben Runden die Kräfte ausgingen. Hinter den beiden konnte Rémi Lelandais trotz eines Sturzes seine Bronzemedaille verteidigen.

### Frauen U23
| Rang | Fahrerin          | Zeit (min) |
| ---- | ----------------- | ---------- |
| 1    | Zoe Bäckstedt     | 48:46      |
| 2    | Marie Schreiber   | + 0:34     |
| 3    | Kristýna Zemanová | + 1:11     |

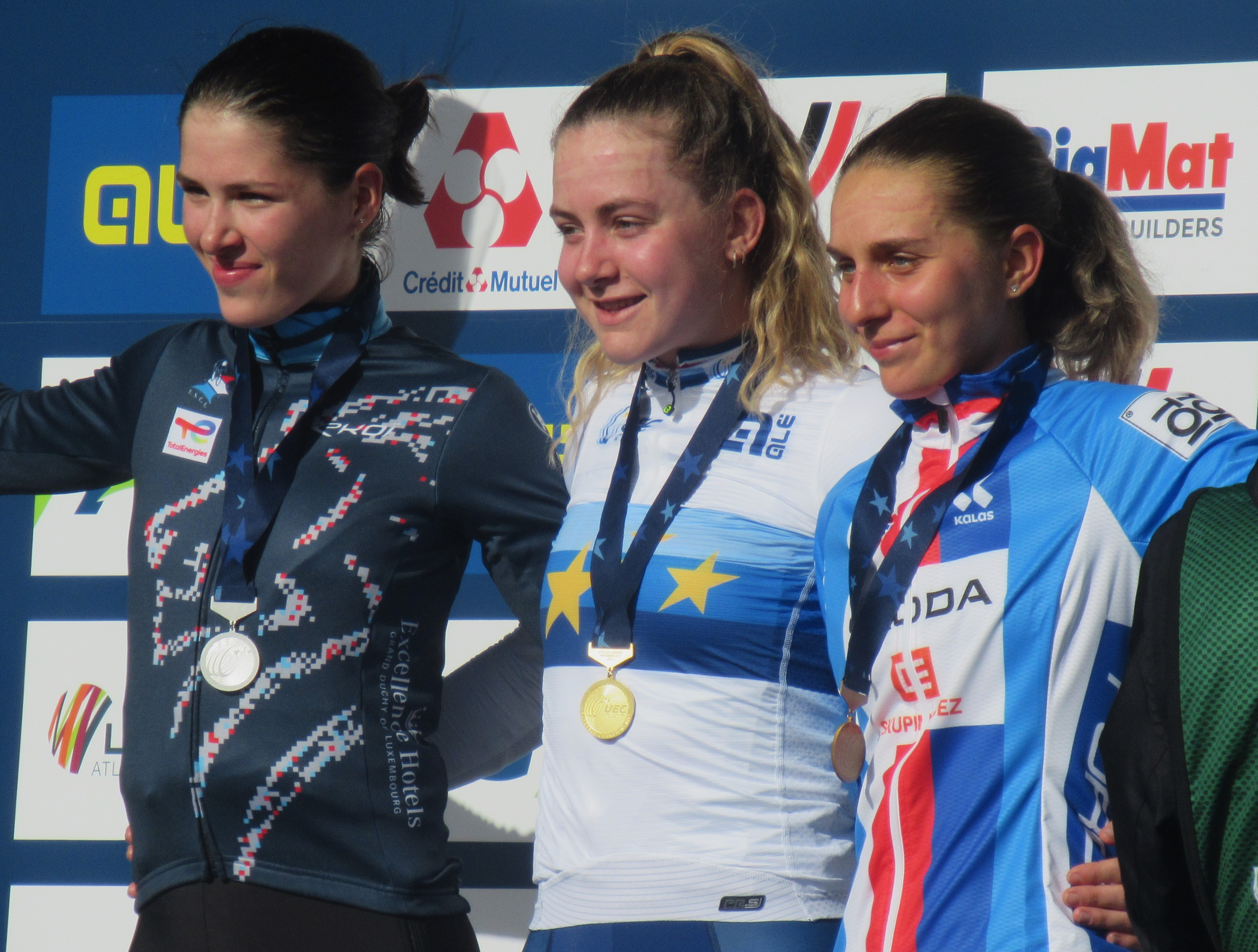
Podium des Frauen-U23-Rennens

Die Britin Zoe Bäckstedt konnte zwei Jahre nach ihrem EM-Titel bei den Juniorinnen nunmehr bei der U23 triumphieren. Das Feld zog sich weit auseinander, die ersten Zehn des Rennens kamen jeweils mit großen Abständen zueinander ins Ziel. Insgesamt waren 26 Fahrerinnen aus 10 Nationen am Start, es wurden wie im Elite-Rennen sechs Runden gefahren. Das Rennen fand vor der Mittagspause bei Sonnenschein auf noch trockener Strecke statt. Daher war der gefahrene Schnitt höher als bei der Elite der Frauen und der U23 der Männer, die nach Regenfällen mit aufgeweichtem Grund zu kämpfen hatten.

### Juniorinnen
| Rang | Fahrerin            | Zeit (min) |
| ---- | ------------------- | ---------- |
| 1    | Célia Gery          | 41:06      |
| 2    | Cat Ferguson        | + 0:26     |
| 3    | Viktória Chladoňová | + 0:31     |

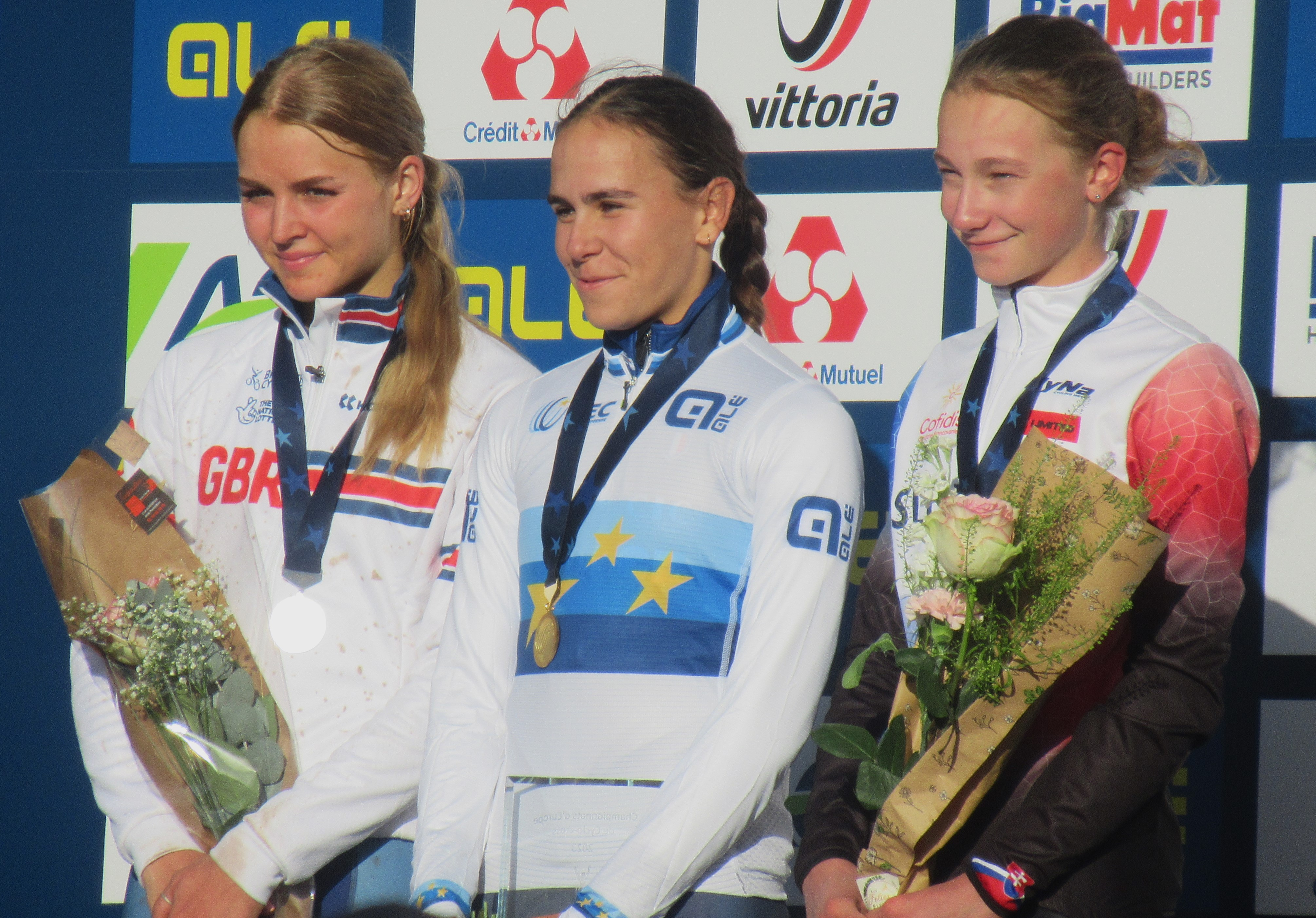
Podium des Juniorinnen-Rennens

Am Start waren 48 Fahrerinnen aus 17 Nationen, deutlich mehr als in der Elite und der U23. Das Rennen über fünf Runden sah einen ungefährdeten Start-Ziel-Sieg von Célia Gery, die bei den Weltmeisterschaften im Februar noch Dritte geworden war.

### Junioren
| Rang | Fahrer         | Zeit (min) |
| ---- | -------------- | ---------- |
| 1    | Aubin Sparfel  | 43:49      |
| 2    | Zsombor Takács | gl. Zeit   |
| 3    | Jules Simon    | + 0:08     |

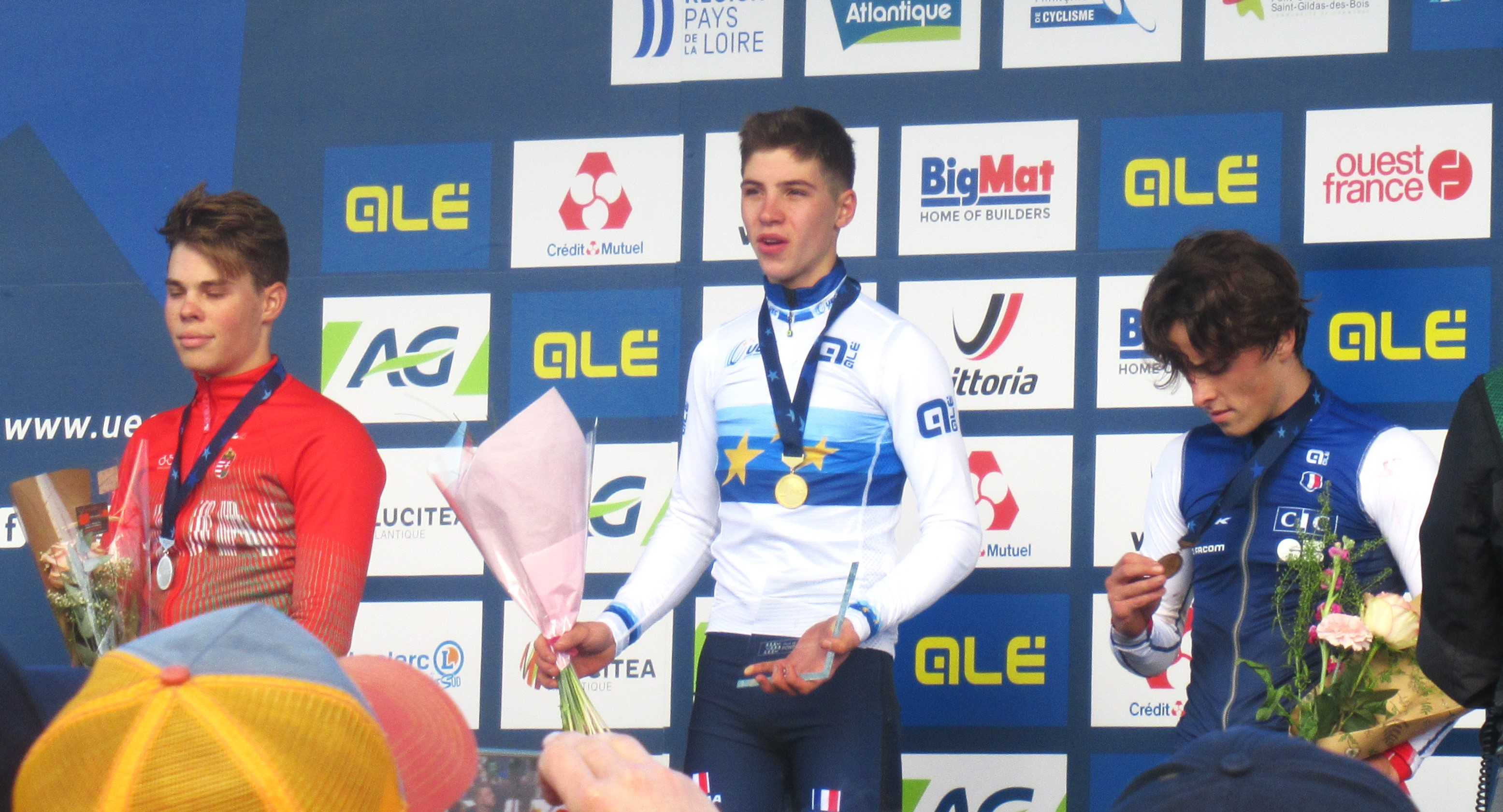
Podium des Junioren-Rennens

Mit 64 Fahrern aus 17 Nationen war das Junioren-Rennen wie schon im Vorjahr die bestbesetzte Kategorie. Im Gegensatz zu den anderen Rennen gab es hier eine Spitzengruppe von sechs Fahrern, die bis zur letzten von sechs Runden zusammenblieb. Erst in der Schlussrunde fiel sie auseinander, Aubin Sparfel aus Frankreich schlug Zsombor Takács im Sprint. Das Junioren-Rennen wies mit 23.167 km/h die höchste Durchschnittsgeschwindigkeit aller sechs Rennen auf, da die späteren Rennen der Elite und der U23 bei schwierigen äußeren Bedingungen stattfanden.

## Aufgebote

### Bund Deutscher Radfahrer
- Männer U23: Luca Harter, Silas Kuschla
- Juniorinnen: Messane Bräutigam, Kaija Budde
- Junioren: Max Heiner Oertzen

### Swiss Cycling
- Frauen: Zina Barhoumi
- Männer: Hannes Jeker, Kevin Kuhn, Gilles Mottiez, Loris Rouiller
- Männer U23: Dario Lillo, Lars Sommer, Finn Treudler
- Juniorinnen: Muriel Furrer
- Junioren: Nicolas Halter, Lenny Hochstrasser, Lewin Iten, Fynn Lanter, Sven Sommer

### Österreichischer Radsport-Verband
- Frauen U23: Nora Fischer
- Junioren: Valentin Hofer, Ayden Jordan

### Fédération du Sport Cycliste Luxembourgeois
- Frauen U23: Marie Schreiber
- Junioren: Rick Meylender